# Davidsgrab

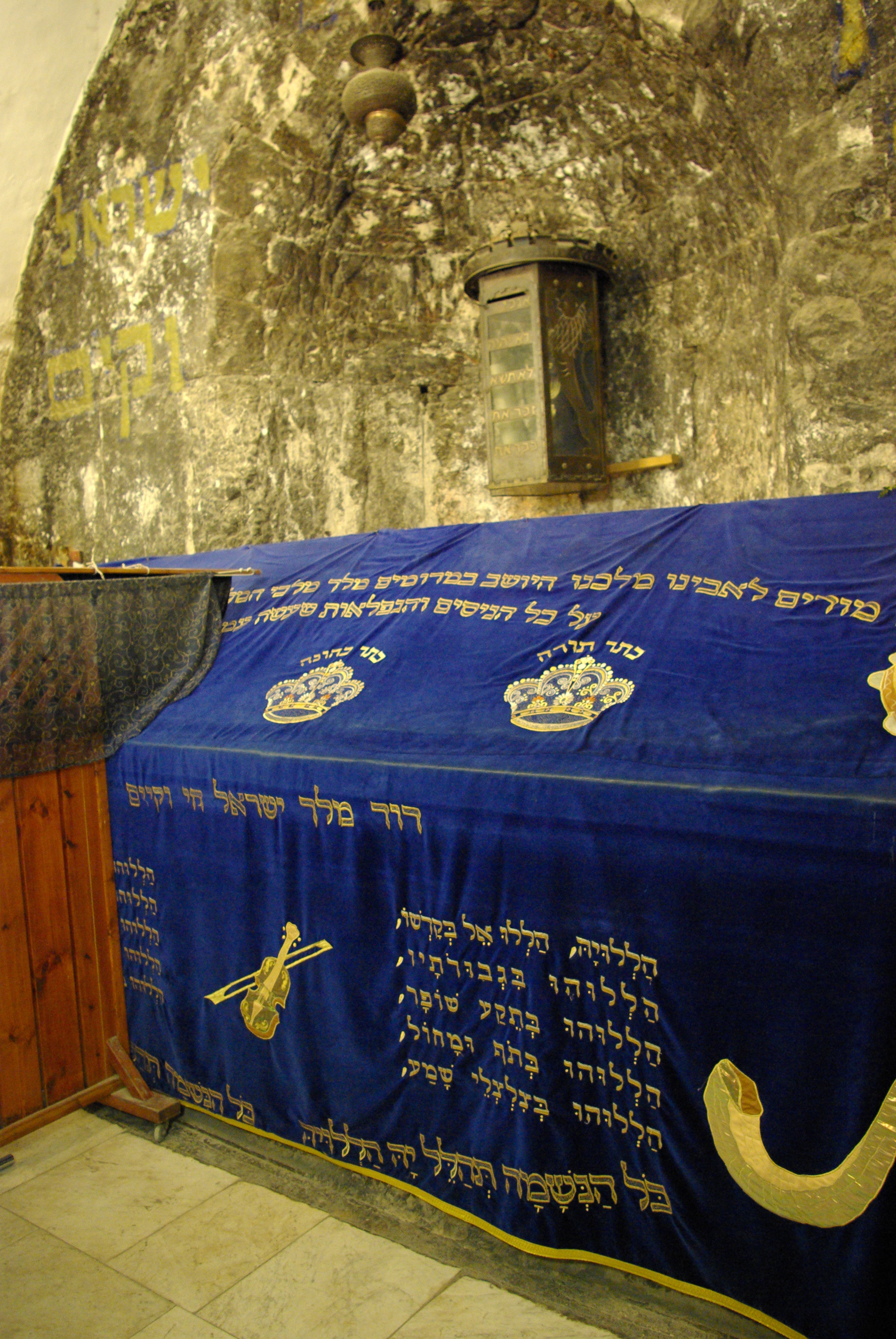
Das Davidsgrab in Jerusalem

Das Davidsgrab (hebräisch קבר דוד המלך; „Grab von König David“) auf dem Berg Zion in Jerusalem wird als Grabstätte des biblischen Königs David verehrt, der vor etwa 3000 Jahren über das von ihm errichtete Davidische Großreich herrschte. Es ist eine wichtige Heilige Stätte des Judentums sowie des Islam.

## Authentizität
Die Authentizität als tatsächliche Grabstätte Davids ist zweifelhaft. Nach der Bibel (1 Kön 2,10 ) wurde er wie die anderen Könige von Juda in der Davidsstadt begraben, die etwa 700 Meter weiter östlich liegt. Nach jahrhundertealter Tradition befindet sich das Grab Davids aber in einem Bauwerk in unmittelbarer Nähe der Dormitio-Kirche. Möglicherweise entstand diese Tradition aber erst in byzantinischer Zeit.

## Geschichte
Die Entstehung des Bauwerks ist unklar. Möglicherweise handelt es sich um eine Synagoge aus dem 1. Jahrhundert n. Chr. oder eine frühchristliche Kirche. Bei der Eroberung durch die Perser 614, bei der auch die benachbarte Basilika Hagia Sion zerstört wurde, wurde der Bau beschädigt. Im 12. Jahrhundert errichteten die Kreuzfahrer hier eine Kirche, deren unteres Stockwerk spätestens damals als Grab Davids verehrt wurde. Die Franziskaner errichteten hier 1335 ein Kloster. 1524 beschlagnahmte der türkische Sultan Süleyman I. das Heiligtum und wandelte es in eine dem „Propheten“ David gewidmeten Moschee (al-Nabi Da'ud) um. Im Israelischen Unabhängigkeitskrieg eroberte Israel 1948 das Grab Davids zurück, das seitdem wieder als jüdisches Heiligtum dient.

## Bauwerk
Im Obergeschoss desselben Bauwerks befindet sich der Abendmahlssaal, wo Jesus Christus nach christlicher Tradition am Vorabend seiner Kreuzigung mit seinen Jüngern das Letzte Abendmahl gefeiert haben soll. Das untere Stockwerk, von Christen als Ort der Fußwaschung (Joh 13,1–5 ) verehrt, wird von Juden als Ruhestätte des biblischen Königs betrachtet. Es besteht aus vier Räumen. Der vom Eingang aus gesehen erste war der untere Teil der Franziskanerkirche des 12. Jahrhunderts. Auf zwei weitere Kammern folgt eine dritte, die von Besuchern nicht betreten werden kann. Hier befindet sich das große Kenotaph, bedeckt mit prachtvoller Bekleidung aus dem 16. Jahrhundert mit hebräischen Texten. Hinter dem Kenotaph befindet sich eine im 4. Jahrhundert errichtete, nach Norden weisende Nische, deren ursprünglicher Zweck unklar ist. Der Gebäudekomplex befindet sich im Besitz des israelischen Staates.